# Bärwalder See
Der Bärwalder See (auch Speicher Bärwalde genannt, obersorbisch Bjerwałdski jězor) ist mit einer Fläche von 13 km² der größte See Sachsens und der drittgrößte See des Lausitzer Seenlands. Er befindet sich in der oberlausitzischen Gemeinde Boxberg/O.L. zwischen den Orten Boxberg, Klitten und Uhyst. Der namensgebende Ort Bärwalde liegt nördlich des Sees.

## Der See

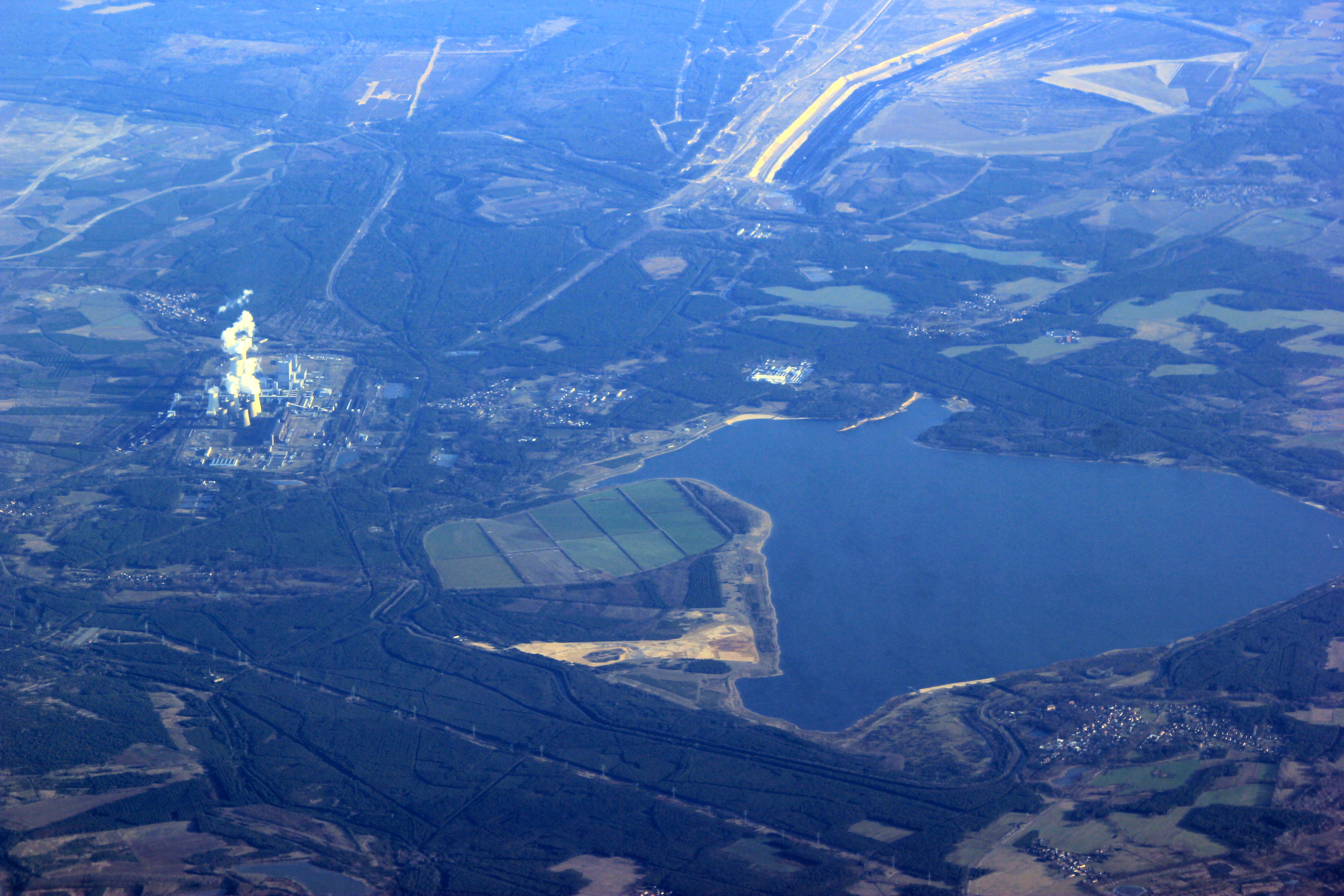
Luftbild des Bärwalder Sees mit dem Kraftwerk Boxberg (links) und dem Tagebau Reichwalde (hinten)

Der Bärwalder See liegt im Landschaftspark Bärwalder See, einer Bergbaufolgelandschaft, die von der LMBV rekultiviert wird. Der See selbst ist dabei das Restloch des Tagebaus Bärwalde. Seine Flutung begann am 13. November 1997 und sollte bereits 2007 abgeschlossen sein. Fehlende Niederschläge haben dieses Ziel mehrfach verzögert. Im April 2008 wurde mit 123 Metern über NN erstmals die untere Staulamelle und ein Jahr später, im April 2009, mit 125 Metern die obere Staulamelle erreicht. Dadurch ist mit dem erstmaligen Erreichen des Vollstauzustandes die eigentliche Flutung beendet. Gespeist wird der See aus der Spree, dem Schulenburgkanal und dem Dürrbacher Fließ. Über den Schwarzen Schöps fließt ein Teil des Wassers in die Spree zurück.
Der Name Speicher Bärwalde deutet an, dass der See die Funktion eines wasserwirtschaftlichen Speicherbeckens hat. Zusätzlich zum direkt nordwestlich liegenden Speicherbecken Lohsa II stehen 25 Mio m³ von den 174 Mio m³ Wasser (Maximalvolumen) zur Verfügung. Damit ist der Bärwalder See, gemessen am nutzbaren Stauraum, der sechstgrößte Speichersee Sachsens. Die Speicher Bärwalde und Lohsa II dienen unter anderem der Versorgung des Kraftwerks Boxberg mit Brauchwasser und der Regulierung des Wasserstandes der Spree. Letzteres ist besonders zur ausreichenden Wasserversorgung im Biosphärenreservat Spreewald und in Berlin notwendig.

## Tourismus

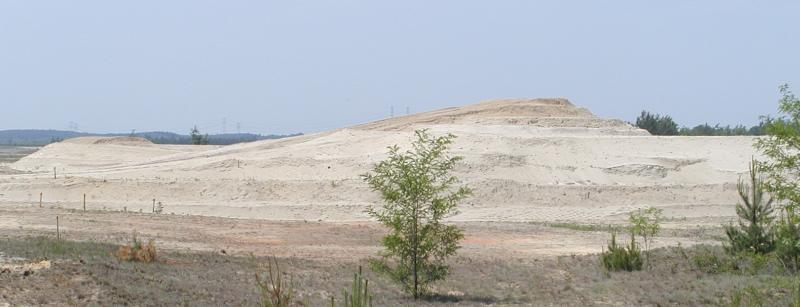
Landschaftsbauwerk Ohr

Der Bärwalder See wird von der Gemeinde Boxberg/O.L. touristisch genutzt, ein Ausbau der vorhandenen Möglichkeiten wird intensiv vorangetrieben.
Gemäß dem Strukturkonzept aus dem Jahr 2003 ist der See in drei der Gemeinde Boxberg/O.L. zugehörige Entwicklungsgebiete eingeteilt: Boxberger, Klittener und Uhyster Ufer. Ein Hafen mit rund 90 Wasserliegeplätzen und zahlreichen Landliegeplätzen und zwei Bootsanleger wurden bereits realisiert. Der 7,20 m hohe Leuchtturm Marina Klitten weist den Wassersportlern den Weg in den Hafen und sorgt für die notwendige Sicherheit. In Realisierung befinden sich weitere infrastrukturelle Investitionen, ein Campingplatz mit Caravan-Stellplätzen und Ferienhäusern (Sternencamp), ein Tourismusinformationszentrum und weitere maritim-touristische Gewerbeansiedlungen. Bereits genutzt werden können etwa 6 km Textil-, FKK-, Hunde- und Surfstrandbereiche.
Der wärmere Flachwasserbereich in Gewässermitte ist ein wichtiger Bereich für Fische und Vögel, weshalb dort eine  Schutzzone eingerichtet wurde.
Seit 2005 findet das jährliche Licht-Klang-Festival transNATURALE statt. Einige Exponate der vergangenen Veranstaltungen blieben auch nach dem Festival vor Ort. So zum Beispiel die Plastik POLARSTERNROHR α UMi von Roland Fuhrmann oder EX SORABIA von Rupprecht Matthies.
In der Nähe des westlichen Ufers, nördlich von Uhyst, befindet sich ein Wildgehege; an den See schließt sich zudem das Biosphärenreservat Oberlausitzer Heide- und Teichlandschaft an. Einige Kilometer nördlich des Sees entstand der Lausitzer Findlingspark Nochten. Dieser Landschaftspark wurde aus Findlingen, die im Tagebau gefunden wurden und mit Heide- und Erikenpflanzen aus Skandinavien gestaltet.
Südlich von Boxberg entstand aus etwa 100.000 Kubikmetern Erde nach einer Idee des Warschauer Künstlers Jarosław Kozakiewicz eine Hügellandschaft, die – aus der Luft betrachtet – einem menschlichen Ohr gleicht. Das begehbare Ohr ist rund 350 Meter lang, 250 Meter breit und 18 Meter hoch. Am höchsten Punkt der Ohrmuschel gibt es ein Aussichtsplateau, das einen weiten Blick über den See und zum Kraftwerk gestattet. Im Inneren des Ohres wurde das Theater im OHR gebaut.
Für die Sicherheit der Wassersportler auf dem ca. 1300 Hektar großen See sorgen unter anderem die ehrenamtlichen Helfer des DLRG-Bezirks Weißwasser und die Rettungsschwimmer der Wasserwacht-Ortsgruppe Boxberg vom DRK Kreisverband Weißwasser e. V.
In der Nähe der für den Tagebau devastierten ehemals Klittener Ortschaft Jasua entsteht eine umfangreiche touristische Infrastruktur. Das Wassersportzentrum mit Yachthafen, DLRG und Versorgungseinrichtungen (Imbiss, WC, Duschen) wurde bereits realisiert. Eine Rettungswache und ein Campingplatz sind im Bau.

## Veranstaltungen

### Pfingstrennen um den Bärwalder See
Die Sportfreunde Bärwalder See e. V. veranstalten seit 2009 jährlich das Pfingstrennen mit verschiedenen Lauf- und Skate-Strecken an und um den See. Eine Runde auf dem Uferweg entspricht der Halbmarathondistanz von ca. 21,1 Kilometern.